# Nostra aetate
La dichiarazione Nostra aetate (letteralmente, Nel nostro tempo) è uno dei documenti del Concilio Ecumenico Vaticano II. La dichiarazione riguarda il tema del senso religioso e dei rapporti tra la Chiesa cattolica e le religioni non cristiane. 
La prima bozza, denominata Decretum de Judaeis (letteralmente, Decreto sugli Ebrei) fu completata nel novembre 1961 da Giovanni XXIII. 
Il testo definitivo fu pubblicato il 28 ottobre 1965, durante il pontificato di Paolo VI. 
Il documento è composto da cinque punti:
1. un'introduzione;
2. il riconoscimento del senso religioso nella vita di ciascun uomo;
3. la stima riservata alle genti dell'islam;
4. il vincolo che lega il cristianesimo all'ebraismo;
5. il principio della fratellanza universale e dell'amore.

Verrà approvata con 2 041 voti favorevoli, 88 contrari e 3 nulli.
Fondamentale il contributo di mons. Pietro Rossano e del card. Augustin Bea.

## I cinque punti

### Introduzione
La Chiesa cattolica si pone il problema del suo rapporto con le altre religioni non cristiane. Afferma che tutto il genere umano è originato da Dio, il cui disegno di salvezza si estende a tutti; tutte le religioni hanno in comune la ricerca di risposte agli interrogativi dell'uomo.

### Le diverse religioni
In questa sezione si parla soprattutto di induismo e buddismo, che vengono descritte come vie "per superare l'inquietudine del cuore umano". Più precisamente, si apprezza nel buddismo la ricerca della suprema illuminazione liberandosi dalla realtà terrena, e nell'induismo la ricerca dell'Assoluto attraverso la vita ascetica, la meditazione, e il rifugio in Dio con amore e confidenza.
Si puntualizza che "La Chiesa cattolica nulla rigetta di quanto è vero e santo in queste religioni", pur ribadendo le molte differenze con quanto essa crede e propone; si esplicita quindi il pieno rispetto verso tali religioni.

### La religione musulmana
Vengono fatti notare i punti di contatto tra i cristiani e i musulmani. Essi adorano l'unico Dio di Abramo; pur non riconoscendo Gesù come Dio, lo venerano come profeta, onorando anche sua madre. Inoltre "hanno in stima la vita morale, e rendono culto a Dio soprattutto con la preghiera l'elemosina e il digiuno".
Si invita quindi a superare i dissensi e inimicizie del passato, e a cercare una mutua comprensione e una promozione comune di giustizia sociale, valori morali, pace e libertà.

### La religione ebraica
Questa è la sezione più importante del documento, sia perché il rapporto tra cristiani ed ebrei è molto più stretto che per le altre religioni, sia per il rigetto delle accuse tradizionalmente fatte da parte cristiana. Quattro sono i punti che il documento afferma:
1. si ricordano prima di tutto (n. 4, a-d) gli speciali doni di Dio che sono stati riversati su Israele e i suoi stretti rapporti con la Chiesa (elezione divina, benedizione universale promessa ad Abramo, padre universale anche dei cristiani…). Giovanni Paolo II, nella visita alla Sinagoga di Roma, ha riassunto il tutto con queste parole: «La religione ebraica non ci è estrinseca, ma in un certo qual modo è intrinseca alla nostra religione. Abbiamo con essa dei rapporti che non abbiamo con nessun'altra religione… Siete i nostri fratelli prediletti e, in un certo modo, i nostri fratelli maggiori»;
2. il documento poi ribadisce (n. 4, e) che, se è pur vero che gli ebrei, in larga maggioranza, non hanno riconosciuto in Gesù il Figlio di Dio, non hanno accettato il Vangelo e hanno perseguitato la Chiesa nascente, tuttavia essi « [...] in grazia dei padri, rimangono ancora carissimi a Dio, i cui doni e la cui vocazione sono senza pentimento»; per questo motivo (n. 4, h) gli ebrei devono essere presentati in positivo: «non devono essere presentati come rigettati da Dio, né come maledetti, quasi che ciò scaturisse dalla Sacra Scrittura»:
3. in terzo luogo (n. 4, g), il documento esclude la responsabilità collettiva di Israele nella morte di Gesù: cioè non sono colpevoli della morte di Gesù tutti gli ebrei di allora e nessun ebreo di oggi;
4. infine il documento (n. 4, i) condanna sia ogni forma di antisemitismo sia le persecuzioni antisemite. I padri conciliari, a differenza di quanto dicono a proposito della guerra totale (cfr Gaudium et Spes 80), utilizzano le espressioni esecra e deplora, al posto di condanna. È comunque il risultato di un compromesso fra tendenze opposte (molto vive all'interno del Concilio). L'utilizzo di espressioni diverse è stato da taluni criticato, perché alla luce di Auschwitz e della Shoah, risultano insufficienti, quasi come delle stonature.

Il documento conciliare Nostra aetate rappresenta una chiarificazione dell'atteggiamento cattolico nei confronti dell'ebraismo: l'antisemitismo non ha una legittimazione teologica.

### Fraternità universale
La dichiarazione termina dicendo che tutti gli uomini si riconoscano come fratelli, condannando "qualsiasi discriminazione tra gli uomini o persecuzione perpetrata per motivi di razza e di colore, di condizione sociale o di religione".

## Nel Codice di diritto canonico
Il documento conciliare si tradusse in legge della Chiesa col Codice di diritto canonico del 1983 che afferma:
(Canone 748 § 2)